# Lliga espanyola d'hoquei sobre patins masculina 2021-2022
L'OK Lliga 2021-22 va ser la 53.ª edició del torneig de primer nivell del campionat espanyol d'hoquei sobre patins en categoria masculina. Va estar organitzat per la Real Federació Espanyola de Patinatge. El campió va ser l'Esportiu Liceu, que aconseguia el seu vuitè campionat. El campionat regular va iniciar el 17 de setembre de 2021 i va finalitzar el 30 d'abril del 2022.
Acabada la fase regular el màxim golejador va ser Pau Bargalló amb 39 gols, seguit del també jugador del Barça João Miguel Rodrigues amb 37 dianes i David Torres  del Liceo amb 34.

## Sistema de competició
La Competició la varen disputar catorze equips en dues Fases. Una Primera Fase que consta d'una Lliga Regular tots contra tots a dues voltes. Els vuit equips millors classificats al finalitzar la fase regular varen disputar una fase de Play Off. El novè i desè cclassificat es varen jugar l'accés a la WCup mentré que el onzè i dotzè es jugaven el Play Out. Finalment els dos últims classificats descendien directament a la OK Lliga Plata.

## Equips
| Equip                   | Localitat                | Pavelló                                  | Temporada anterior |
| ----------------------- | ------------------------ | ---------------------------------------- | ------------------ |
| Futbol Club Barcelona   | Barcelona                | Palau Blaugrana                          | OK Lliga           |
| Hoquei Club Liceu       | La Coruña                | Palacio dels Esports de Riazor           | OK Lliga           |
| Club Hoquei Caldes      | Caldes de Montbui        | La Torre Vermella                        | OK Lliga           |
| Reus Deportiu           | Reus                     | Palau d'Esports Reus Deportiu            | OK Lliga           |
| CE Lleida Llista Blava  | Lleida                   | Pavelló 11 de Setembre                   | OK Lliga           |
| Club Esportiu Noia      | Sant Sadurní d'Anoia     | Pavelló Olímpic de l'Ateneu              | OK Lliga           |
| Club Patí Voltregà      | Sant Hipòlit de Voltregà | Pavelló Municipal d'Esports              | OK Lliga           |
| Club Patí Calafell      | Calafell                 | Pavelló Joan Ortoll                      | OK Lliga           |
| Igualada Hoquei Club    | Igualada                 | Poliesportiu Els Menges                  | OK Lliga           |
| Girona Club de Hoquei   | Girona                   | Pavelló de Palau II                      | OK Lliga           |
| Club Hoquei Palafrugell | Palafrugell              | Pavelló municipal de patinatge           | OK Lliga           |
| Club Patí Alcobendas    | Alcobendas               | Pol. Municipal José Caballero            | OK Lliga Plata     |
| Club Patí Manlleu       | Manlleu                  | Pavelló Municipal                        | OK Lliga Plata     |
| Patí Alcodiam Salesià   | Alcoi                    | Poliesportiu Municipal Francisco Laporta | OK Lliga Plata     |

## Fase de Lliga Regular
|                                                                                             | Equipo                        | Puntos | J  | G  | E | P  | GF  | GC  | DG  |
| ------------------------------------------------------------------------------------------- | ----------------------------- | ------ | -- | -- | - | -- | --- | --- | --- |
| 1                                                                                           | Barça                         | 73     | 26 | 24 | 1 | 1  | 170 | 59  | 111 |
| 2                                                                                           | Deportivo Liceo               | 65     | 26 | 21 | 2 | 3  | 131 | 60  | 71  |
| 3                                                                                           | CE Noia Freixenet             | 53     | 26 | 16 | 5 | 5  | 115 | 68  | 47  |
| 4                                                                                           | Reus Deportiu Virginias       | 48     | 26 | 15 | 3 | 8  | 114 | 102 | 12  |
| 5                                                                                           | Finques Prats Lleida          | 44     | 26 | 13 | 5 | 8  | 91  | 74  | 17  |
| 6                                                                                           | Parlem Calafell               | 42     | 26 | 13 | 3 | 10 | 93  | 90  | 3   |
| 7                                                                                           | PAS Alcoy                     | 36     | 26 | 10 | 6 | 10 | 91  | 92  | -1  |
| 8                                                                                           | Recam Làser CH Caldes         | 32     | 26 | 9  | 5 | 12 | 70  | 74  | -4  |
| 9                                                                                           | Igualada Rigat HC             | 30     | 26 | 9  | 3 | 14 | 78  | 113 | -35 |
| 10                                                                                          | CP Voltregà Stern Motor       | 25     | 26 | 7  | 4 | 15 | 71  | 92  | -21 |
| 11                                                                                          | Garatge Plana Girona CH       | 23     | 26 | 7  | 2 | 17 | 58  | 106 | -48 |
| 12                                                                                          | Corrdedor Mató-CH Palafrugell | 21     | 26 | 6  | 3 | 17 | 72  | 105 | -33 |
| 13                                                                                          | Martinelia CP Manlleu         | 17     | 26 | 5  | 2 | 19 | 72  | 128 | -56 |
| 14                                                                                          | CP Alcobendas                 | 14     | 26 | 4  | 2 | 20 | 58  | 121 | -63 |
| Font: Federación Española de Patinaje: Clasificación de la OK Liga de hockey sobre patines; |                               |        |    |    |   |    |     |     |     |

## Play Off
|  | Quarts de final         | Quarts de final         |                 |   | Semifinals | Semifinals |  |  | Final | Final |
|  |                         |                         |                 |   |            |            |  |  |       |       |
|  |                         |                         |                 |   |            |            |  |  |       |       |
|  |                         |                         |                 |   |            |            |  |  |       |       |
|  | Barça                   | 2                       |                 |   |            |            |  |  |       |       |
|  | Barça                   | 2                       |                 |   |            |            |  |  |       |       |
|  | Recam Làser CH Caldes   | 0                       |                 |   |            |            |  |  |       |       |
|  | Recam Làser CH Caldes   | 0                       | Barça           | 2 |            |            |  |  |       |       |
|  |                         |                         | Barça           | 2 |            |            |  |  |       |       |
|  |                         | Reus Deportiu Virginias | 3               |   |            |            |  |  |       |       |
|  | Reus Deportiu Virginias | Reus Deportiu Virginias | 3               | 2 |            |            |  |  |       |       |
|  | Reus Deportiu Virginias |                         |                 | 2 |            |            |  |  |       |       |
|  | Finques Prats Lleida    | 1                       |                 |   |            |            |  |  |       |       |
|  | Finques Prats Lleida    | 1                       | Deportivo Liceo | 3 |            |            |  |  |       |       |
|  |                         |                         | Deportivo Liceo | 3 |            |            |  |  |       |       |
|  |                         | Reus Deportiu Virginias | 0               |   |            |            |  |  |       |       |
|  | Deportivo Liceo         | Reus Deportiu Virginias | 0               | 2 |            |            |  |  |       |       |
|  | Deportivo Liceo         |                         |                 | 2 |            |            |  |  |       |       |
|  | PAS Alcoy               | 0                       |                 |   |            |            |  |  |       |       |
|  | PAS Alcoy               | 0                       | Deportivo Liceo | 3 |            |            |  |  |       |       |
|  |                         |                         | Deportivo Liceo | 3 |            |            |  |  |       |       |
|  |                         | CE Noia Freixenet       | 2               |   |            |            |  |  |       |       |
|  | CE Noia Freixenet       | CE Noia Freixenet       | 2               | 2 |            |            |  |  |       |       |
|  | CE Noia Freixenet       |                         |                 | 2 |            |            |  |  |       |       |
|  | Parlem Calafell         | 1                       |                 |   |            |            |  |  |       |       |
|  | Parlem Calafell         | 1                       |                 |   |            |            |  |  |       |       |